# Đền sư tử Yeai Pourn

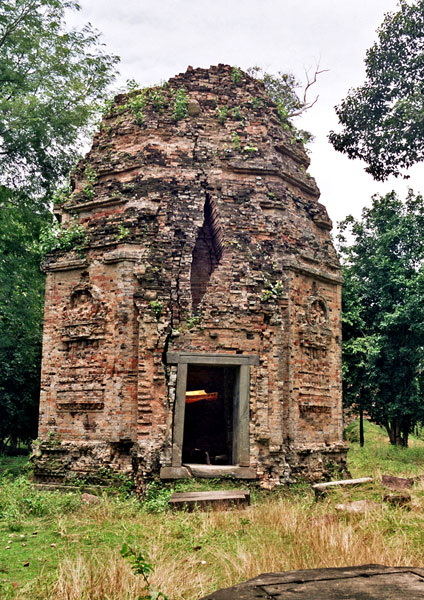
Đền chính

Đền sư tử Yeai Pourn - là ngôi đền nằm trong khu phức hợp di tích trong cố đô Sambor Prei Kuk được xây dựng vào thế kỷ 7, nguyên là kinh đô của vương quốc Chân Lạp xưa. Nó có niên đại sớm hơn cả các di tích trong quần thể Angkor. Các kiến trúc của cố đô hoàn toàn bằng gạch và được xây dựng hoàn toàn không có chất kết dính. Cố đô gồm có nhiều tháp nhỏ hình ống cao trong đó đền Sư tử - nơi diễn ra các hoạt động tôn giáo chính, là ngôi đến hầu như còn nguyên vẹn nhất trong quần thể di tích và là điểm tham quan chính trong khu di tích.

## Lịch sử
Sử sách ghi lại thì từ giữa thế kỷ thứ 6, vương quốc Phù Nam đã bắt đầu suy yếu do những cuộc trường chinh, Bhavavarman - một người thuộc dòng dõi hoàng gia - đã lấy công chúa Chân Lạp và sau đó được tôn làm vua nước này. Theo các văn bia cổ được tìm thấy ở khu vực Chamkrong, chính vị vua Bhavavarman đã biến cuộc hôn nhân của mình thành nền móng cho việc ra đời vương triều Kampuja - ánh bình minh của đế chế Khơme hùng mạnh sau này.

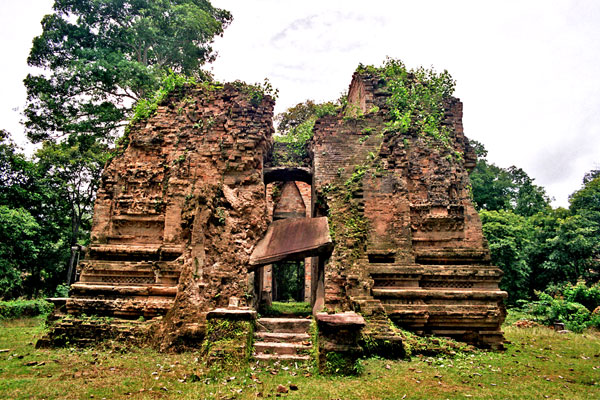
Tháp N1 cụm A

Chính vua Isanavarman I (615 - 635), cháu của Bhavavarman, là người quyết định dựng kinh đô tại Sambo Prey Kuk vào giữa thế kỷ thứ 7.

Ngay từ khi phát hiện khu đền ẩn mình trong rừng, người ta đã tìm ra nhiều bia ký được khắc từ thời Isanavarman I cho thấy đó là một kinh thành to lớn và tráng lệ.

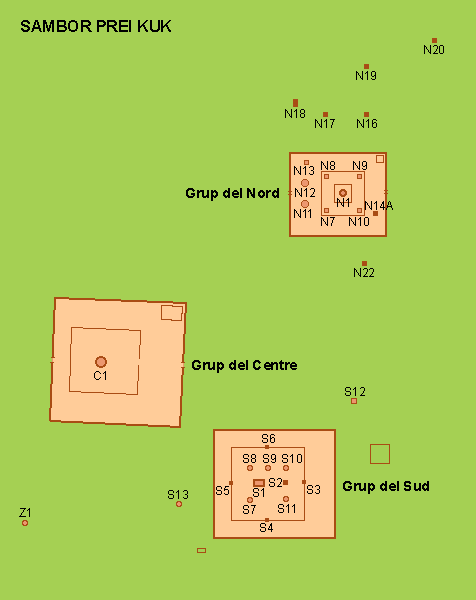
Bản đồ tổng thể di tích

Nhà sử học đời nhà Tùy - Trung Quốc ghi chép lại khung cảnh của Sambo Prey Kuk này xưa: "Nhà vua sống trong cung điện giữa kinh đô đông đến hơn hai vạn hộ. Ở trung tâm kinh đô có một hoàng cung là nơi nhà vua thiết triều và tiếp kiến sứ thần... Cứ ba ngày một lần, nhà vua ra ngự ở hoàng cung, ngồi trên một cái sập bằng gỗ hương sơn son thếp vàng. Phía trên sập có treo một khung trần bằng ngà voi trang trí những bông hoa mạ vàng, bốn phía căng đủ các thứ gấm vóc, toàn bộ cái sập trông như một tòa lâu đài".  Lưu trữ ngày 6 tháng 9 năm 2007 tại Wayback Machine
Bốn bề cố đô là rừng rậm, đó đây là những phế tích tường thành, hồ công chúa, vọng gác, đền thờ..., những hình bóng của một kinh đô ngàn năm trước hoàn toàn đổ nát tại các đền đài chính. Duy chỉ có 2 khu vực dành cho du khách tham quan còn nguyên vẹn là Đền sư tử Yeai Pourn và nhóm Đền Trapeang Ropeak

## Miêu tả
Là một trong 7 ngôi đền hầu như còpn nguyên vẹn, ngôi đền cao đến 19 mét, có bốn cửa, nhưng chỉ có một cửa mở quay về hướng đông, ba cửa khác được bịt kín, mà theo những bia ký tại Sambor Prei Kuk được viết bằng chữ Khơme cổ: "Chỉ những ai đức độ vẹn toàn mới có khả năng mở ra các cánh cửa kia'".  Lưu trữ ngày 6 tháng 9 năm 2007 tại Wayback Machine

Trước cửa đền hướng đông là hai con sư tử đá với hình dáng oai nghiêm đứng canh giữ ngôi đền. Trước đây có một băng trộm mộ cổ đã vào tận đây định đánh cắp tượng sư tử nhưng không tài nào cạy nổi đế tượng.

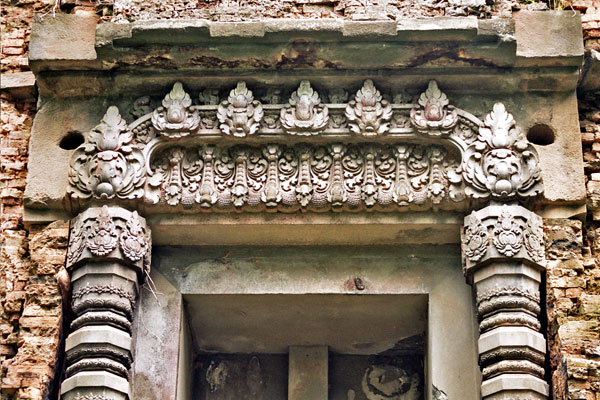
Điêu khắc cổng chính tháp C1

Nhưng khi chính quyền vào trùng tu đền, các tu sĩ đã vào khấn vái thì chỉ cần bốn người khiêng bật được tượng mang về Kompong Thom cất giữ, tượng chỉ mới được để vào vị trí cũ từ năm 2003.

## Tình trạng
Cố đô chìm vào quên lãng tiếp theo hàng ngàn năm xây dựng sau đó khi các triều đại Angkor quyết định dời đô về Siem Reap để xây dựng một đế chế mới.
Cố đô nằm tại tỉnh Kampong Thom, bị chìm vào rừng sâu và bị quên lãng. Các cây cổ thụ bao bọc lấy cố đô như minh chứng cho sự trường tồn và một sức sống mãnh liệt. Các rễ của các cây đại thụ mọc bao trùm lên ngôi đền khiến cho chúng ta cảm giác có sự đấu tranh giữa các ngôi đền trong cố đô và thiên nhiên - nhưng cuối cùng thiên nhiên cũng đã thắng với các bộ rễ ôm trọn các ngôi tháp.Những cụm đền tháp ở đây rất giống với tháp Chàm, sản phẩm của nền văn hoá Champa ở miền Trung Việt Nam ngày nay, lý do đơn giản, cả hai vương quốc đều nằm trong vùng ảnh hưởng văn minh Ấn Độ.

Sự hủy diệt của thiên nhiên khiến cho ngôi đền rất hoang tàng - gần như là đổ nát và bị hủy hoại rất nặng nề khiến cho công việc trùng tu gặp rất nhiều khó khăn. Các bức tranh điêu khắc trên đá bị thời gian xóa nhòa khiến cho việc định hình các tác phẩm này gặp rất nhiều khó khăn.

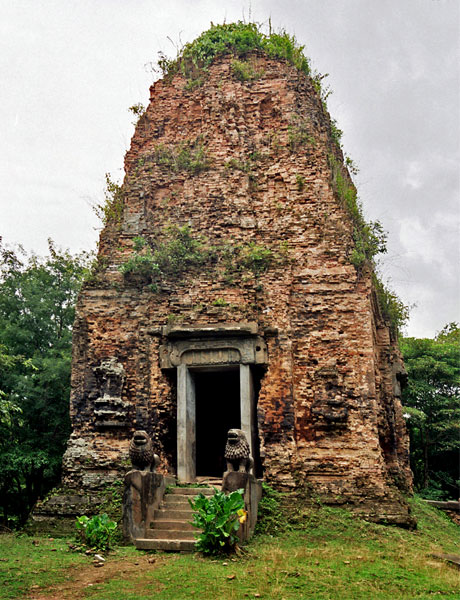
Hầu như di tích chìm khuất trong rừng sâu và bom mìn

Hơn một thiên niên kỷ đã trôi qua, đền tháp vẫn còn đó, có những ngôi đền còn khá nguyên vẹn. Nếu ở Angkor là cuộc chiến kỳ thú giữa những cây tung cổ thụ với mái đền đá ở Ta Prohm, thì ở đây, những cây đa cổ quái đang ra sức nuốt chửng ngôi đền. Cảnh tượng không kỳ vĩ như ở Angkor mà có vẻ khá… tàn nhẫn. Hình ảnh một ngôi đền nằm lọt thỏm giữa tầng tầng lớp lớp rễ cây có thể gợi lên những suy ngẫm về sự thịnh suy của lịch sử. Tường thành của kinh đô xưa nay chỉ còn là những vệt mờ bị cỏ cây phủ lấp, chỉ có ngôi tháp vẫn đứng sừng sững và khắp nơi là dấu vết văn hoá phồn thực với những linga và yoni. Sambor Prei Kuk không hoành tráng lộng lẫy như Ayuthaya ở Thái Lan, không đồ sộ như Angkor, nhưng vẻ trầm mặc, sự thô ráp mạnh mẽ toát lên từ những ngôi đền tháp còn lại sau bao biến thiên của lịch sử cũng đủ làm rung động những ai đã chịu khó… tới đây, vì quả thực nơi này khá hẻo lánh, ít người biết, ít khách du lịch để ý đến nó trên lộ trình đi Angkor.
Điểm tham quan này đang được các công ty du lịch khai thác, trước mắt các di tích chưa thu hút khách vì xa xôi và sự đổ nát của các ngôi đền, và vì một phần trong khu di tích vẫn còn đầy rẫy bom mìn. Ngôi đền vẫn đang trong giai đoạn trùng tu.